# Renaud Barbaras
 (mars 2019).
Si vous disposez d'ouvrages ou d'articles de référence ou si vous connaissez des sites web de qualité traitant du thème abordé ici, merci de compléter l'article en donnant les références utiles à sa vérifiabilité et en les liant à la section « Notes et références ».
Renaud Barbaras, né le 27 août 1955 à Paris, est un philosophe français.

## Biographie
Renaud Barbaras, né le 27 août 1955 à Paris, est le fils de Jean-Paul Barbaras (1932-2018) et de Simone Gillion (1932-2012).
Ancien élève de l'École normale supérieure de Saint-Cloud (1976), et agrégé de philosophie (1979), il enseigne pendant une dizaine d'années dans l'enseignement secondaire, avant de soutenir une thèse de philosophie sur Merleau-Ponty en 1990. Nommé maître de conférences à l'université Paris-IV en 1991, il est élu professeur des universités en 1999 à l'université Blaise Pascal de Clermont-Ferrandavant de devenir en 2002 professeur de philosophie contemporaine à l'université Paris 1 Panthéon-Sorbonne.
De 2012 à 2014, il est président du jury de l'agrégation de philosophie.
En 2019, il est titulaire de la Chaire Cardinal Mercier de l'Université catholique de Louvain pour un enseignement sur « L'appartenance. Vers une théorie de la chair ».
Depuis 2023, il est directeur de la collection de poésie "Quelque part, nulle part".
Il s'est d'abord intéressé aux grands auteurs de la phénoménologie, à Husserl et Heidegger, mais plus particulièrement à Merleau-Ponty, ainsi qu'à Patočka, avant de développer son itinéraire personnel. Soucieux d'une part, selon cet impératif husserlien, de sauver la conscience de toute réification, et d'autre part de poursuivre le geste inaugural de la phénoménologie, à savoir l'élucidation de l'a priori corrélationnel, Renaud Barbaras s'attache à penser le sens de l'existence au-delà des catégories classiques de l'ontologie, par delà sujet-objet, en tentant de mettre au jour ce régime d'expérience unitaire qu'est la pure présence au monde dont le corps propre est l'attestation première.

## Récompenses et distinctions
En 2014, Renaud Barbaras reçoit le Grand Prix de philosophie de l'Académie française, pour l’ensemble de son œuvre.
En 2017, il reçoit le prix Mercier pour son ouvrage « Métaphysique du sentiment ».
En 2019, il est lauréat de la Chaire Mercier de l'Université catholique de Louvain (à Louvain-la-Neuve) où il prononce les conférences qui seront publiées dans son ouvrage L'Appartenance.
En 2024, il est titulaire de la Chaire Étienne Gilson à l'Institut catholique de Paris.

## Engagement politique
En 2017, il cosigne une tribune dans Médiapart intitulée « Faire gagner la gauche passe par le vote Mélenchon ».

## Vie privée
Renaud Barbaras est marié à Caroline Barbaras, ils ont ensemble quatre enfants : Louis, Filipe, Ysé et Thadée.